# Constance Gwladys Herbert
Constance Gwladys Herbert, marchesa di Ripon (22 aprile 1859 – 28 ottobre 1917), è stata una nobildonna inglese.

## Biografia
Era la figlia di Sidney Herbert, I barone di Lea, e di sua moglie, Elizabeth. Discendeva da George Herbert, XI conte di Pembroke e dalla contessa russa Ekaterina Semënovna Voroncova, figlia dell'ambasciatore russo in Gran Bretagna, Semën Romanovič Voroncov.

## Matrimoni

### Primo Matrimonio
Spsò, il 6 luglio 1878, St George Lowther, IV conte di Lonsdale. Ebbero una figlia:
- Lady Gladys Mary Juliet Lowther (9 aprile 1881-23 settembre 1965)[4], sposò in prime nozze Robert Duff, ebbero due figli, e in seconde nozze Keith Trevor, non ebbero figli.

### Secondo Matrimonio
Sposò, il 7 maggio 1885, Frederick Robinson, II marchese di Ripon, allora conosciuto con il titolo di cortesia di conte di Grey. Non ebbero figli.

## Morte
Era una cara amica di Oscar Wilde; altri amici celebri includevano Nellie Melba, Vaclav Fomič Nižinskij e Sergej Pavlovič Djagilev.
Lady Ripon era un mecenate delle arti, sostenendo il restauro della Royal Opera House, a Covent Garden. Esercitò una grande influenza sull'impresario Augustus Harris, a causa della sua capacità di convincere le persone importanti per l'acquisto di abbonamenti in anticipo.
Morì il 28 ottobre 1917, all'età di 58 anni. Fu sepolta, insieme al secondo marito, nella tomba di famiglia a Studley Royal Church.

## Ascendenza
|                                      |                                   |                                | Genitori                                 |  |  | Nonni |  |  | Bisnonni                           |  |  | Trisnonni                           |  |
|                                      |                                   |                                |                                          |  |  |       |  |  | Henry Herbert, X conte di Pembroke |  |  | Henry Herbert, IX conte di Pembroke |  |
|                                      |                                   |                                |                                          |  |  |       |  |  | Henry Herbert, X conte di Pembroke |  |  | Henry Herbert, IX conte di Pembroke |  |
|                                      |                                   | Mary FitzWilliam               |                                          |  |  |       |  |  | Henry Herbert, X conte di Pembroke |  |  |                                     |  |
| George Herbert, XI conte di Pembroke |                                   |                                |                                          |  |  |       |  |  | Henry Herbert, X conte di Pembroke |  |  |                                     |  |
|                                      |                                   | Elizabeth Spencer              | Charles Spencer, III duca di Marlborough |  |  |       |  |  |                                    |  |  |                                     |  |
|                                      |                                   | Elizabeth Spencer              | Charles Spencer, III duca di Marlborough |  |  |       |  |  |                                    |  |  |                                     |  |
|                                      |                                   | Elizabeth Spencer              | Elizabeth Trevor                         |  |  |       |  |  |                                    |  |  |                                     |  |
| Sidney Herbert, I barone di Lea      |                                   | Elizabeth Spencer              |                                          |  |  |       |  |  |                                    |  |  |                                     |  |
|                                      |                                   | Semën Romanovič Voroncov       | Roman Illarionovič Voroncov              |  |  |       |  |  |                                    |  |  |                                     |  |
|                                      |                                   | Semën Romanovič Voroncov       | Roman Illarionovič Voroncov              |  |  |       |  |  |                                    |  |  |                                     |  |
|                                      |                                   | Semën Romanovič Voroncov       | Marfa Ivanovna Surmina                   |  |  |       |  |  |                                    |  |  |                                     |  |
| Ekaterina Semënovna Voroncova        |                                   | Semën Romanovič Voroncov       |                                          |  |  |       |  |  |                                    |  |  |                                     |  |
|                                      |                                   | Ekaterina Alekseevna Senjavina | Aleksej Naumovič Senjavin                |  |  |       |  |  |                                    |  |  |                                     |  |
|                                      |                                   | Ekaterina Alekseevna Senjavina | Aleksej Naumovič Senjavin                |  |  |       |  |  |                                    |  |  |                                     |  |
|                                      |                                   | Ekaterina Alekseevna Senjavina | Anna Elisabeth von Bradke                |  |  |       |  |  |                                    |  |  |                                     |  |
| Constance Gwladys Herbert            |                                   | Ekaterina Alekseevna Senjavina |                                          |  |  |       |  |  |                                    |  |  |                                     |  |
|                                      | William Ashe-à Court, I baronetto | William Ashe-à Court           |                                          |  |  |       |  |  |                                    |  |  |                                     |  |
|                                      | William Ashe-à Court, I baronetto | William Ashe-à Court           |                                          |  |  |       |  |  |                                    |  |  |                                     |  |
|                                      | William Ashe-à Court, I baronetto | Annabella Vernon               |                                          |  |  |       |  |  |                                    |  |  |                                     |  |
| Charles Ashe à Court-Repington       | William Ashe-à Court, I baronetto |                                |                                          |  |  |       |  |  |                                    |  |  |                                     |  |
|                                      |                                   | Lætitia Wyndham                | Henry Wyndham                            |  |  |       |  |  |                                    |  |  |                                     |  |
|                                      |                                   | Lætitia Wyndham                | Henry Wyndham                            |  |  |       |  |  |                                    |  |  |                                     |  |
|                                      |                                   | Lætitia Wyndham                | Arundel Penruddock                       |  |  |       |  |  |                                    |  |  |                                     |  |
| Elizabeth Ashe à Court-Repington     |                                   | Lætitia Wyndham                |                                          |  |  |       |  |  |                                    |  |  |                                     |  |
|                                      |                                   | Abraham Gibbs                  | John Gibbs                               |  |  |       |  |  |                                    |  |  |                                     |  |
|                                      |                                   | Abraham Gibbs                  | John Gibbs                               |  |  |       |  |  |                                    |  |  |                                     |  |
|                                      |                                   | Abraham Gibbs                  | Elizabeth Meachin                        |  |  |       |  |  |                                    |  |  |                                     |  |
| Mary Elizabeth Catherine Gibbs       |                                   | Abraham Gibbs                  |                                          |  |  |       |  |  |                                    |  |  |                                     |  |
|                                      |                                   | Mary Elizabeth Douglas         | James Douglas                            |  |  |       |  |  |                                    |  |  |                                     |  |
|                                      |                                   | Mary Elizabeth Douglas         | James Douglas                            |  |  |       |  |  |                                    |  |  |                                     |  |
|                                      |                                   | Mary Elizabeth Douglas         | Margaret Mackay                          |  |  |       |  |  |                                    |  |  |                                     |  |
|                                      |                                   | Mary Elizabeth Douglas         |                                          |  |  |       |  |  |                                    |  |  |                                     |  |